# Denis Fétisson
Denis Fétisson, né le 23 janvier 1978 à Marseille, est un chef cuisinier français récompensé par deux étoiles au Guide Michelin et créateur du concept « Le produit à L’honneur » dans son restaurant La Place de Mougins.

## Biographie
Denis Fétisson commence sa carrière à quatorze ans dans la boulangerie puis c’est dans le restaurant de son parrain, le chef étoilé Paul Bajade aux Chênes verts à Tourtour, qu’il découvre le monde la cuisine gastronomique et qu’il apprend le métier.
Son apprentissage terminé, il commence sa carrière à La Belle Otero à Cannes avec Francis Chauveau (deux étoiles Michelin) puis au Moulin de Mougins chez Roger Vergé (trois étoiles Michelin), au Bateau Ivre à Courchevel avec la famille Jacob (deux étoiles) ainsi qu’à La Bonne Étape chez la famille Gleize (une étoile) où il découvre l’âme et l’esprit des Relais et Châteaux.
Il apprend la rigueur et l’organisation à Londres chez Nico Ladenis un trois étoiles sur Park Lane. Il travaille au Maroc, en Norvège et à Mexico au Camino Réal.
Il devient le chef de l’hôtel Daniel un Relais et Châteaux parisien où il obtient le Trophée Champagne Jacquart du « Meilleur espoir de la cuisine française » dont Yannick Alléno, chef du Meurice est le parrain.
À la suite de cette rencontre c’est le départ pour Courchevel au Cheval Blanc où il décroche aux côtés de Yannick Alléno deux étoiles au Guide Michelin 2010 au bout de deux saisons.
En 2010 à Mougins, il rénove avec sa femme Muriel l’ancien restaurant de Jean-Marie Bigard le Feu Follet  qu’il rebaptise La Place de Mougins.
En mai 2011, il redonne vie à l’ancien fief de Roger Vergé, L’Amandier totalement rénové et ouvre l’École de Cuisine Roger-Vergé ainsi qu’un salon dédié à Roger Vergé, conçu et décoré avec la complicité de Denise Vergé. Un menu en l’honneur du grand chef, créateur de la Cuisine du Soleil, y est servi.

### Reconnaissance professionnelle
- 2006 : Trophée Champagne Jacquart du « Meilleur espoir de la cuisine française ».
- 2010 : Deux étoiles au Guide Michelin avec Yannick Alléno [5].
- 2014 : Deux toques au guide Gault et Millau pour La Place de Mougins[6].
- 2019 : Trois toques (15.5/20) au guide Gault et Millau pour La Place de Mougins[6].
- 2021 : Chevalier de l'olivier du Pays d'Aix (région naturelle)

## Publications
2010 : "Carnet des tapas de montagne" édition glénat
2014 : "Le Produit à L'Honneur" édition Glénat, 288 pages